# Divize B 1973/1974
V soubojích 9. ročníku České divize B 1973/74 se utkalo 14 týmů dvoukolovým systémem podzim – jaro. Tento ročník začal v srpnu 1973 a skončil v červnu 1974.

## Nové týmy v sezoně 1973/74
Z 3. ligy – sk. A 1972/73 sestoupilo do Divize B mužstvo TJ Tatra Smíchov. Z krajských přeborů ročníku 1972/73 postoupila vítězná mužstva TJ Lokomotiva Kladno ze Středočeského krajského přeboru, TJ Slavoj Litoměřice ze Severočeského krajského přeboru a Radotínský SK ze Pražského přeboru. Také sem bylo přeřazeno mužstvo SK Břevnov z Divize C.

## Výsledná tabulka
Zdroj: 
| Poř. | Tým                        | Z  | V  | R  | P  | VG | OG | B  |
| ---- | -------------------------- | -- | -- | -- | -- | -- | -- | -- |
| 1.   | TJ Chemička Ústí nad Labem | 26 | 19 | 4  | 3  | 60 | 22 | 42 |
| 2.   | SK Rakovník                | 26 | 13 | 5  | 8  | 35 | 24 | 31 |
| 3.   | TJ Slavia IPS Praha "B"    | 26 | 11 | 8  | 7  | 51 | 38 | 30 |
| 4.   | TJ KŽ Králův Dvůr          | 26 | 13 | 3  | 10 | 45 | 36 | 29 |
| 5.   | SK Roudnice nad Labem      | 26 | 10 | 7  | 9  | 29 | 25 | 27 |
| 6.   | TJ SK Modřany              | 26 | 10 | 7  | 9  | 31 | 31 | 27 |
| 7.   | ABC Braník                 | 26 | 9  | 7  | 10 | 30 | 32 | 25 |
| 8.   | SK Břevnov                 | 26 | 10 | 4  | 12 | 36 | 34 | 24 |
| 9.   | Radotínský SK              | 26 | 9  | 6  | 11 | 33 | 33 | 24 |
| 10.  | TJ Lokomotiva Kladno       | 26 | 10 | 3  | 13 | 29 | 35 | 23 |
| 11.  | TJ Spartak Motorlet Praha  | 26 | 6  | 10 | 10 | 22 | 31 | 22 |
| 12.  | TJ Slavoj Litoměřice       | 26 | 8  | 5  | 13 | 42 | 56 | 21 |
| 13.  | TJ Lokomotiva Bílina       | 26 | 8  | 5  | 13 | 38 | 54 | 21 |
| 14.  | TJ Tatra Smíchov           | 26 | 6  | 6  | 14 | 20 | 50 | 18 |

Poznámky:
- Z = Odehrané zápasy; V = Vítězství; R = Remízy; P = Prohry; VG = Vstřelené góly; OG = Obdržené góly; B = Body

|  | Postup do 3. ligy – sk. A 1974/75                |
|  | Sestup do příslušného oblastního přeboru 1974/75 |